# Auw (Szwajcaria)
Auw (gsw. Au) – gmina (Einwohnergemeinde) w Szwajcarii, w kantonie Argowia, w okręgu Muri. Liczy 2 203 mieszkańców (31 grudnia 2020).